# Ельное
Ельное (укр. Єльне) — село, входит в Томашгородский сельский совет Рокитновского района Ровненской области Украины.
Население по переписи 2001 года составляло 772 человека. Почтовый индекс — 34273. Телефонный код — 3635. Код КОАТУУ — 5625087402.

## Местный совет
34244, Ровненская обл., Рокитновский р-н, с. Томашгород, ул. Октябрьская, 130.